# Dolenji Vrh
Dolenji Vrh este o localitate din comuna Trebnje, Slovenia, cu o populație de 28 de locuitori.